# Emilia Díaz
Emilia Díaz là một doanh nhân, nhà văn và nữ doanh nhân đến từ Chile. Năm 2013, bà thành lập công ty công nghệ sinh học Kaitek Labs với sự tài trợ của chính phủ Chile cho nghiên cứu và phát triển. Bà là người sáng lập và giám đốc của mạng lưới công nghệ sinh học Mỹ Latinh đầu tiên được gọi là Allbiotech.

## Giải thưởng và chứng nhận
Díaz đã được công nhận là một trong 100 nhà sinh học trẻ của ngày mai bởi Cuộc cách mạng công nghệ sinh học toàn cầu, 100 nhà lãnh đạo trẻ của Chile  và 100 nhà lãnh đạo nữ của Chile.